# Paavo Haavikko
Paavo Juhani Haavikko, född 25 januari 1931 i Helsingfors, död där 6 oktober 2008, var en finländsk författare, poet och dramatiker.
Haavikko arbetade som fastighetsmäklare på 1950 och 1960-talen. 1967 blev han chef för den skönlitterära avdelningen på förlaget Otava. En tid var han gift med författaren Marja-Liisa Vartio.
Han är begravd på Sandudds begravningsplats i Helsingfors.